# 开盘式录音机

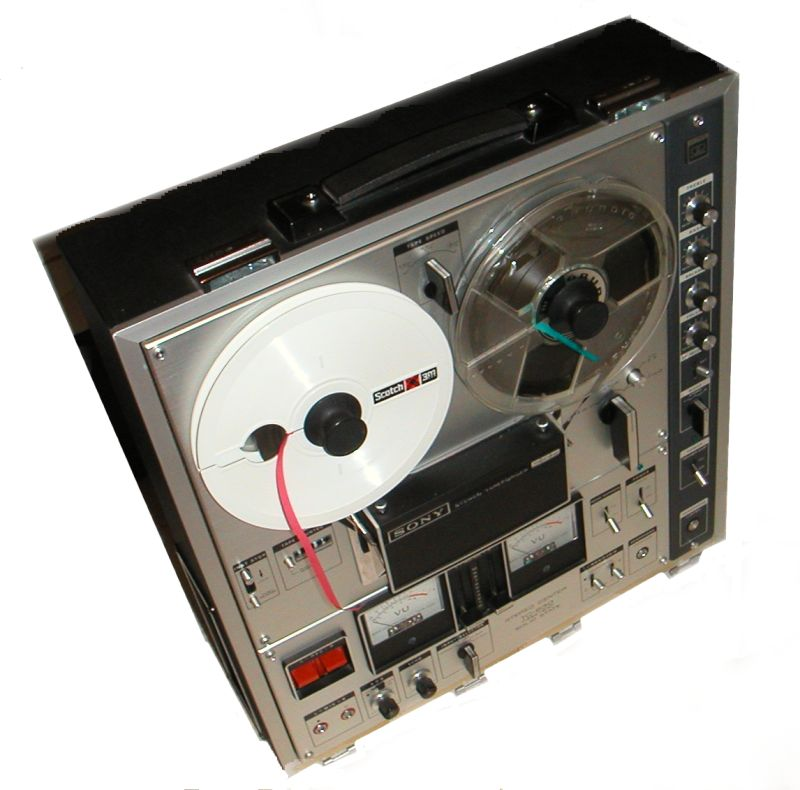
开盘式录音机 (Sony TC-630)

开盘式录音机（英語：或），是一种磁带录音機。1990年代，當時有Studer、Stellavox、Tascam和登昂等公司在生产开盘式录音机，但截至2017年 ，只有Mechlabor 還在制造开盘式录音机。截至2020年 ，有两家公司生产磁带，分別是位於美國宾夕法尼亚州的约克的ATR Services和法国阿夫朗什的Recording the Masters。